# Mabel Catherine Malherbe
Mabel Catherine Malherbe, née Rex (née à Pretoria, Transvaal, le 9 août 1879 et morte à Nelspruit, province du Transvaal, le 1er février 1964) était une femme politique d'Afrique du Sud et une militante pour le droit de vote des femmes.
D'abord conseillère municipale (1927-1933), elle fut la première femme maire de Pretoria (1931-1932) et la première femme afrikaner membre du parlement (1934-1938), élue à Wonderboom sous les couleurs du Parti national dont elle fut une militante de 1915 à 1934. Soutien fidèle au général James Barry Munnik Hertzog, elle poursuivit sa carrière parlementaire au sein du parti uni (1934-1939) et la termina au parti afrikaner (1941).

## Biographie
Descendante de George Rex de Knysna, Mabel Catherine Rex a d'abord passé sa jeunesse en République sud-africaine du Transvaal à Pretoria puis à Rustenburg avant de poursuivre sa scolarité à Rondebosch dans la colonie du Cap. Lors du déclenchement de la seconde guerre des Boers, elle rejoint la Croix-Rouge et dans l'exercice de ses fonctions rencontre Kenne Nicholaas De Kock Malherbe, qu'elle épouse en 1903.
Avec l'aide de Mme Koopmans-De Wet, elle part pour les Pays-Bas où, pendant trois ans, elle suit une formation d'infirmière. À son retour à Pretoria en 1904, elle se consacre à des œuvres caritatives et devient un membre éminent de plusieurs associations féminines afrikaners, siégeant à l'exécutif de la Suid-Afrikaanse Vrouefederasie (fédération des femmes sud-africaines) à partir de 1917.
En tant que délégué du Conseil sud-africain des femmes (South African National Council of Women), Mabel Catherine Malherbe assiste à la conférence internationale des femmes à Genève. En 1919, elle fonde la Afrikaans-Hollandse Leesunie et crée un magazine féminin mensuel influent, Die Boerevrou (« la femme boer »), le premier magazine féminin en afrikaans.
Active en politique alors que les femmes n'ont pas encore le droit de vote, elle participe à la création de la branche féminine du Parti national au Transvaal (1915). Au sein du Nasionale Vroueparty (Parti national, branche féminine), elle milite pour l'extension du droit de vote aux femmes (dans le contexte de l'époque, cette extension s'entend seulement au sein de la communauté blanche d'Afrique du Sud) qu'elle obtiendra en 1931.
En 1931, elle rédige la partie die Afrikaner-vrou (« la femme afrikaner ») pour le livre Ons land en volk.
Élue au conseil municipal de Pretoria pendant six ans, elle devient la première femme maire en Afrique du Sud (1931-1932). En juin 1933, elle est élue au conseil provincial du Transvaal sous les couleurs du Parti national puis, en 1934, devient la première afrikaner élue au Parlement sud-africain où elle représente la circonscription de Wonderboom. Fidèle à James Barry Hertzog, elle rejoint le Parti uni lors de la fusion du Parti national et du Parti sud-africain. Durant son mandat parlementaire, elle s'attache à faire avancer les droits des femmes mais aussi ceux des laissés-pour-compte dans un contexte économique difficile.
En 1939, elle quitte le Parti uni avec Hertzog et les parlementaires hostiles à l'entrée en guerre. Comme eux, elle rejoint un temps le Parti national (dit reconstitué) de Daniel François Malan avant de participer à la fondation du Parti afrikaner au côté de Nicolaas Havenga et des derniers fidèles d'Hertzog.
En 1953, Mabel Catherine Malherbe obtient un doctorat honorifique en littérature décerné par l'université de Pretoria pour son engagement dans la défense de l'afrikaans.